# 约瑟夫·邦巴
约瑟夫·邦巴（1939年3月30日—2005年10月27日），斯洛伐克男子足球运动员，司职后卫。他曾代表捷克斯洛伐克国家队参加1962年国际足联世界杯，结果队伍获得亚军。